# Эрдогмуш, Ягыз Каан
Ягыз Каа́н Эрдогму́ш (тур. Yağız Kaan Erdoğmuş, род. 3 июня 2011) — турецкий шахматист, гроссмейстер (2024). 4-й самый молодой гроссмейстер в истории.

## Карьера
Начал играть в шахматы в 6 лет. С ним работал воспитатель детского сада. В 2019 году стал чемпионом Европы до 8 лет.
В 2021 году стал кандидатом в мастера, в 2022 году стал мастером ФИДЕ, в том же году — международным мастером.
В 2022 году Германский шахматный союз предложил ему выступать за Германию, но Эрдогмуш отказался.
В 2023 году на турнире Chessable Sunway Sitges выполнил первую норму гроссмейстера, в январе 2024 года получил вторую норму во время Jeddah Youth Chess Festival. Он также стал победителем этого турнира.
В апреле 2024 на турнире Grenke Chess Open выполнил третью норму гроссмейстера, став самым молодым гроссмейстером среди активных. Побил рекорд Юдит Полгар (13 лет), набрав рейтинг 2569 на турнире в Шардже в 12 лет.
Участник чемпионата Европы 2023. В Айвалыке стал бронзовым призёром Caissa Hotel Yasemin Group 2023 и занял 4-е место на Caissa Hotel Yasemin Gp. Участник сильных опен-турниров в Баку, Дубае (2023 и 2024 — 9 место), Барселоне, Шардже и Сардинии.